# Codice Mendoza

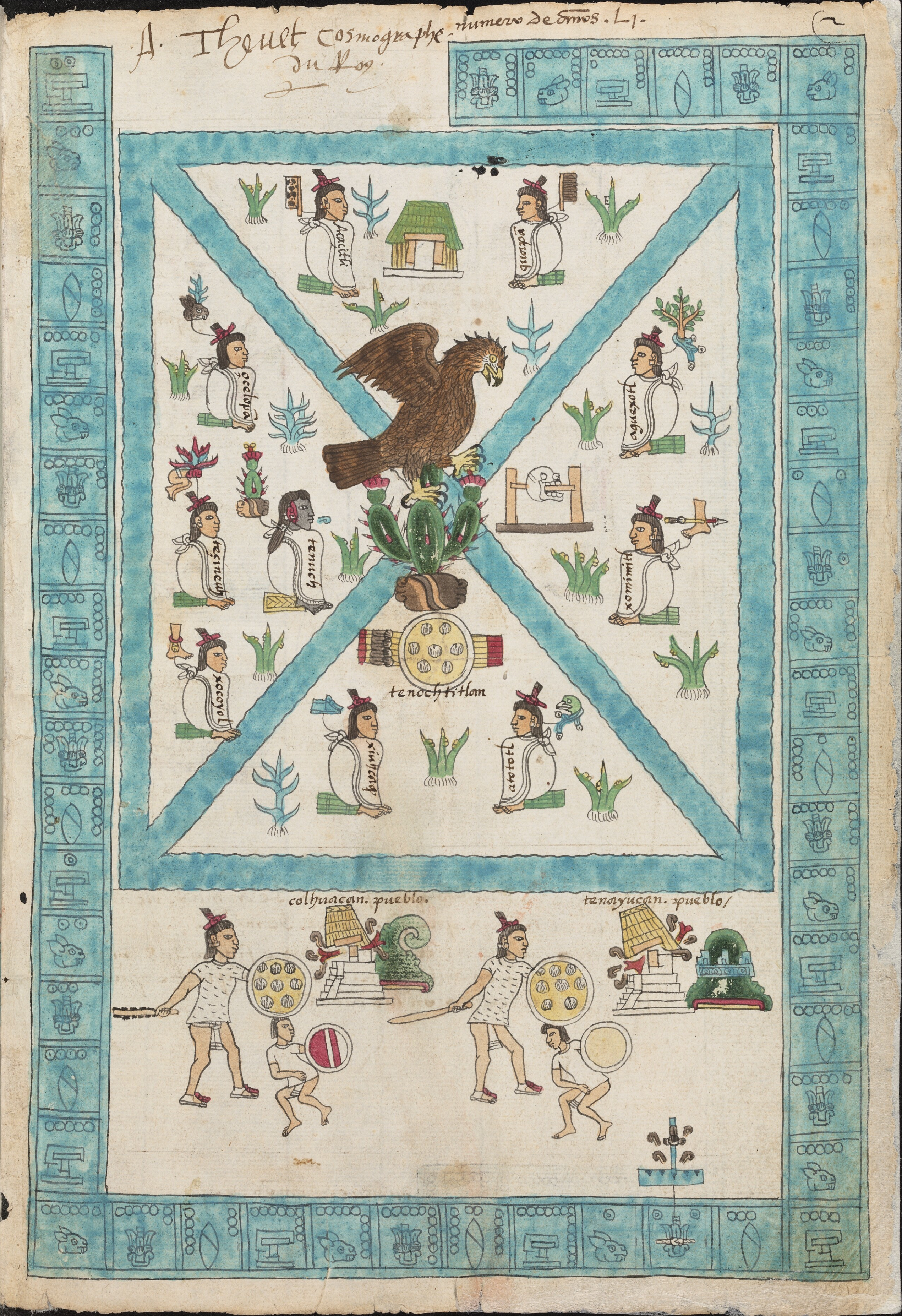
Particolare del secondo foglio del Codice Mendoza. Al centro il glifo di Tenochtitlán e intorno i glifi degli imperatori aztechi

Il Codice Mendoza, conosciuto anche come Codice Mendocino (in spagnolo Códice Mendoza o Códice Mendocino), è un codice azteco, creato nel 1540, circa vent'anni dopo la conquista spagnola del Messico. Compilato nei tradizionali pittogrammi da scribi aztechi, con l'aggiunta di traduzione e commento in spagnolo. È diviso in tre sezioni: la prima presenta la storia di tutti i sovrani aztechi e le loro conquiste; nella seconda si trova un elenco delle città tributarie della capitale azteca e dei tributi pagati da ciascuna provincia; e nella terza una descrizione generale della vita quotidiana degli aztechi.
Il codice prende il nome da Antonio de Mendoza, primo viceré della Nuova Spagna dal 1535 al 1550, che lo avrebbe commissionato per farne dono a Carlo V.
Dal 1659 è conservato presso la Biblioteca Bodleiana dell'Università di Oxford.

## Storia
Una volta ultimato, il codice fu spedito in Spagna dalla città di Veracruz, nel 1549, ma la nave fu assalita dai corsari francesi e assieme al resto del bottino fu trasportato in Francia. Ne venne in possesso André Thevet, cosmografo del re Enrico II, che vi scrisse sopra il proprio nome in ben 5 parti, due volte con la data 1553. In seguito venne acquistato, per 20 corone francesi, dal geografo e ambasciatore inglese Richard Hakluyt che lo portò a Londra. Qualche tempo dopo passò a Samuel Purchase, poi al figlio di lui e infine a John Selden.
Nel 1659, cinque anni dopo la morte di Selden fu depositato alla Biblioteca Bodleiana, dove rimase dimenticato fino al 1831, anno in cui fu riscoperto e portato all'attenzione degli studiosi.